# Municipio de Holly (Míchigan)
El municipio de Holly (en inglés: Holly Township) es un municipio ubicado en el condado de Oakland en el estado estadounidense de Míchigan. En el año 2010 tenía una población de 11362 habitantes y una densidad poblacional de 120,45 personas por km².

## Geografía
El municipio de Holly se encuentra ubicado en las coordenadas 42°50′1″N 83°37′42″O / 42.83361, -83.62833. Según la Oficina del Censo de los Estados Unidos, el municipio tiene una superficie total de 94.33 km², de la cual 89.04 km² corresponden a tierra firme y (5.61%) 5.29 km² es agua.

## Demografía
Según el censo de 2010, había 11362 personas residiendo en el municipio de Holly. La densidad de población era de 120,45 hab./km². De los 11362 habitantes, el municipio de Holly estaba compuesto por el 93.56% blancos, el 2.09% eran afroamericanos, el 0.57% eran amerindios, el 1.13% eran asiáticos, el 0.08% eran isleños del Pacífico, el 0.67% eran de otras razas y el 1.9% pertenecían a dos o más razas. Del total de la población el 3.24% eran hispanos o latinos de cualquier raza.